# 후쿠이 유야
후쿠이 유야(일본어: 福井 優也, 1988년 2월 8일~)는 일본의 프로 야구 선수이며, 현재 퍼시픽 리그인 도호쿠 라쿠텐 골든이글스의 소속 선수(투수)이다. 오카야마현 아이다군 니시아와쿠라촌 출신이다.

## 인물

### 프로 입단 전
니시아와쿠라 초등학교 3학년 때부터 소프트볼을 시작하여 이 때부터 프로 야구 선수가 되는 것만을 생각하고 있었다. 여름에는 야구, 겨울에는 크로스컨트리에 열중하는 생활을 보내면서 전국 대회에 출전하는 경험도 쌓았다. 니시아와쿠라 중학교에서는 효고현의 경식 야구팀 ‘사요 스타스’에 들어가서 2학년 때부터 투수로서 활약했다.
2003년, 야구부 감독인 조코 마사노리를 존경해서 에히메현에 있는 사이비 고등학교에 입학, 1학년 가을부터 에이스가 됐고 같은 해 11월에 있은 메이지 진구 야구 대회인 도호쿠 고등학교와의 경기에서 2피안타 완봉승(7회 콜드)을 거두었다.
2004년 봄에 열린 제76회 선발 고등학교 야구 대회에서는 ‘하면 된다’라는 각오로 대회 역사상 처음인 ‘야간 결승’에서 아이치 공업대학 부속 메이덴 고등학교와의 맞대결에서 승리하여 야구부 창단 2년 만에 고시엔 대회에 첫 출장, 첫 우승의 주력 선수가 됐다. 같은 해 하계 고시엔 대회(제86회 전국 고등학교 야구 선수권 대회)에서는 준결승까지 4경기에 선발로 나와 완투했다. 고마자와 대학 부속 도마코마이 고등학교와 맞대결한 결승전에서는 감기에 의한 컨디션 난조로 등판 자체가 불투명한 상황에 놓여있었지만 스스로 등판을 지원했다. 그러나 경기에선 강력한 타선을 갖춘 도마코마이 고등학교에게 타격전에서 패했고 춘계와 하계 고시엔 대회 2연패를 놓쳤다. 대회 후에는 미일 친선 고교 야구 대회의 멤버로 발탁됐고 이듬해의 하계 고시엔 대회(제87회 전국 고등학교 야구 선수권 대회)에서 1승을 올리는 등 고시엔 대회 통산 승수는 9승이 됐다. 고등학교의 1학년 선배인 우구모리 아쓰시, 다카하시 유스케가 있다.
2005년 고교생 드래프트 회의에서는 요미우리 자이언츠로부터 4순위로 지명받아 일단은 입단 의사를 표명했지만 그 후에 입단을 거부했다. 또한 요미우리로부터 드래프트에 지명된 선수의 입단 거부는 1980년 4순위로 지명된 세토야마 미쓰토시 이래 25년 만의 일이다. 대학 진학을 앞두고 졸업 후 프로 입단이 되지않은 사회인 구단으로 나갈 경우엔 와세다 대학이나 게이오기주쿠 대학이 유리하다고 생각하는 와중에 와세다 대학 야구부 감독인 오타케 아쓰요시에게서 “와세다에만 온다면 잡는다”라는 말을 들었고 또한 드래프트 전부터 권유를 받고 있었던 점 등에서 최종적으로 와세다 대학을 지망 했다. 그러나 추천 입시의 마감 시한을 맞추지 못하고 일반 시험에서도 불합격됐다.
많은 대학으로부터 권유가 있었지만 결국은 재수를 택했고 돗토리시내에 위치한 트레이닝 시설에 다니면서 공부와 트레이닝에만 전념했다. 후쿠이는 “고등학교에서 혹사한 어깨를 쉴 수도 있어서 충실했던 1년을 보냈다”라고 말했다.
2007년, 와세다 대학 스포츠과학부 최소 선수로 선발 입시에 합격됐고 사이토 유키, 오이시 다쓰야 등과 팀 동기로서 추천 입학으로 야구부에 입단했다. 사이토와 함께 두 명의 고시엔 우승 투수는 장래의 더블 에이스로서 기대됐다. 후쿠이는 훗날 “사이토와 오이시는 목표이며 자신을 만족시킬 수 없었던 라이벌이었고 자신은 세 번째”라고 말했다. 1학년 봄에 열린 도쿄 6대학 야구 리그 2경기째에 선발 등판했지만 3회 도중에 강판됐고 여름에는 오른쪽 어깨 통증이 발병하여 전력에서 제외되기도 했다. 마운드상에서의 태도가 나쁜 투구로 인하여 악영향을 주고 있었지만 주변에서의 거듭된 조언과 지적으로 개선되는 등 냉정하게 투구할 수 있게 됐다고 한다.
2008년 5월 31일, 도쿄 6대학 야구 춘계 리그이자 게이오기주쿠 대학과의 친선 경기인 소케이센 1차전에 4번째 투수로서 마운드에 올라 2이닝을 타자 8명을 상대하여 1피안타 무실점으로 막아내 호투로 리그전 첫 승리를 안겼다. 이듬해 2009년 봄부터는 선발로 정착했고 토요일 첫 경기에 사이토, 일요일 2경기째에 후쿠이가 던진다고 하는 선발 로테이션이었다. 4년차의 2010년 봄부터는 와세다 대학의 에이스 등번호인 11번을 착용했고 같은 해 9월 12일에는 도쿄 6대학 야구 추계 리그 호세이 대학과의 2차전에서 리그전 첫 완투를 기록하여 통산 10승째를 올렸다.

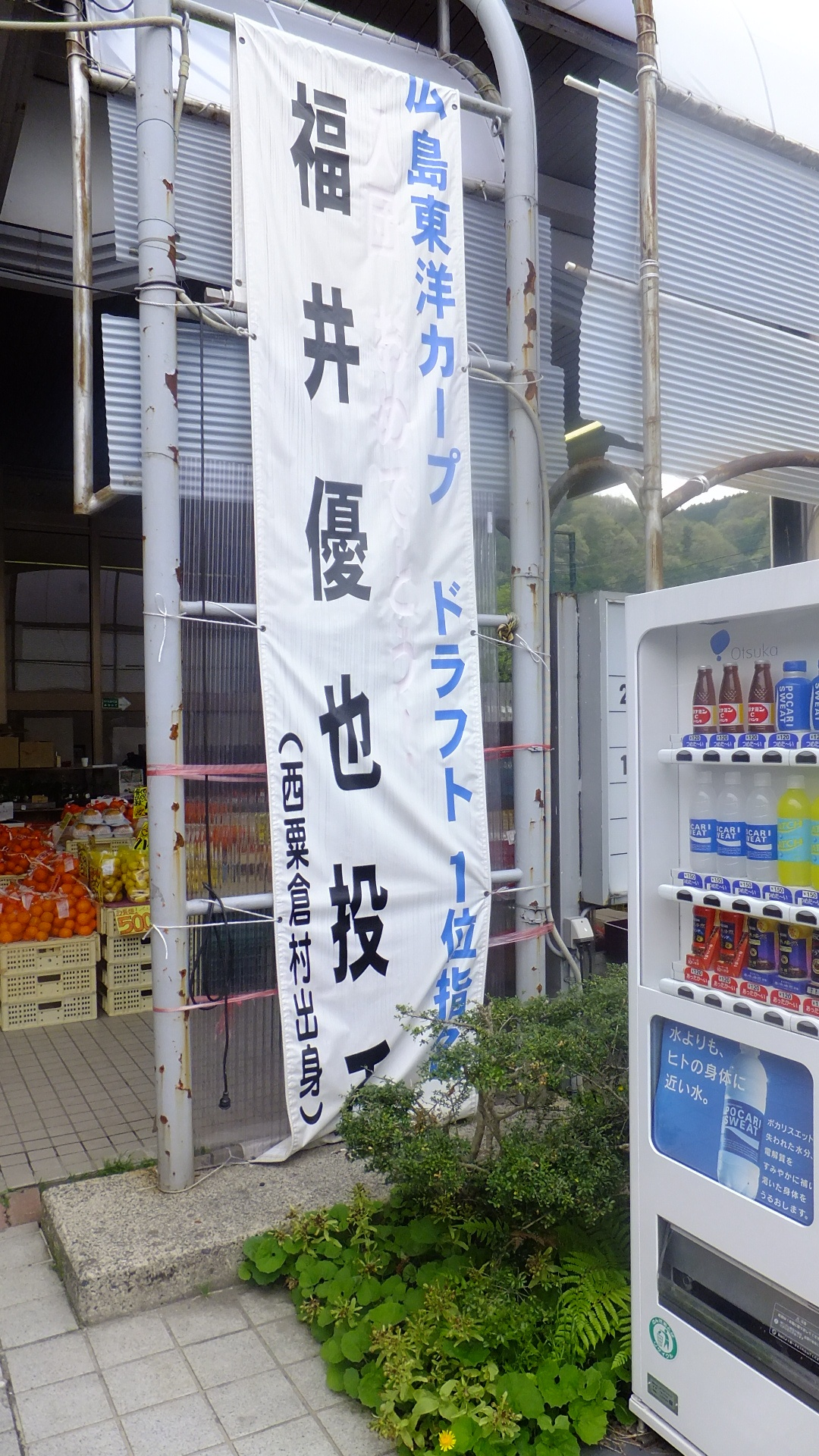
히로시마 도요 카프로부터 프로 야구 드래프트 회의에서 1순위로 지명받은 것을 기념해 후쿠이의 출신지인 오카야마현 아이다군 니시아와쿠라촌에서는 이를 축하하는 현수막이 내걸려 있다.

같은 해 2010년 10월 28일, 프로 야구 드래프트 회의에서 히로시마 도요 카프로부터 1순위 지명을 받았다. 후쿠이는 여러 구단으로부터 지명을 기대하고 있었기 때문에 분한 마음도 있었다고 하였고 드래프트에서 히로시마 이외에 후쿠이를 지명하는 구단이 나타나지 않았을 때 ‘더이상 없잖아 ….’라고 좌절해하는 모습이 비쳐지는 등 텔레비전을 통해 보도됐다. 또한 오이시 다쓰야가 사이타마 세이부 라이온스, 사이토 유키가 홋카이도 닛폰햄 파이터스로부터 각각 1순위 지명을 받은 것에 의해 사상 최초로 같은 대학에서 세 명의 투수가 1순위로 지명됐다. 11월 18일, 메이지 진구 야구 대회 결승전인 도카이 대학전에 선발 등판하면서 6이닝을 5피안타 1실점(무자책점)으로 호투하여 팀 우승에 기여했다. 11월 28일에는 히로시마와 계약금 1억 엔, 연봉 1,500만 엔(금액은 추정치)으로 계약을 맺고 정식 입단했다.

### 히로시마 시절

#### 2011년~2013년
프로 1년째인 2011년 4월 17일, 요미우리 자이언츠전에서 프로 데뷔 첫 등판·첫 선발로 나와 7이닝을 6피안타 2실점으로 호투해 히로시마 구단 역사상 8번째가 되는 프로 데뷔 첫 선발로 등판한 첫 승리를 올렸다(이날 후쿠이가 승리 투수가 되기 전인 44분 전에 사이토 유키가 승리 투수가 됐기 때문에 신인으로서의 첫 승리 투수는 되지 못했다). 경기 후에 가진 히어로 인터뷰에서는 ‘승리의 기쁨을 누구에게 전하고 싶은가’라는 질문에 “오늘도 경기를 보러와 주신 부모님에게… 고맙다는 말을 하고 싶다”라고 평소에는 포커페이스를 유지했지만 이 날은 눈물을 보이는 등의 장면도 있었다. 정규 시즌을 통해서 선발 로테이션을 지키는 등 27경기에 등판해 8승 10패를 기록했지만 그런 한편으로 68개의 볼넷과 11개의 폭투는 센트럴 리그 최다 기록을 세울 정도로 제구력에 문제점을 드러냈다.
2012년에는 전년도부터 성적이 침체되면서 2승에 그쳤고 이듬해 2013년에는 7회에 던지는 구원 후보로서 개막을 1군에서 맞이했지만 등판한 3경기 모두 실점하는 등 4월 6일에 1군 등록이 말소됐다. 그 후에도 2군과 1군을 왕래했고 최종적으로는 12경기에 등판하여 평균 자책점 8.69의 성적을 남겼다.

#### 2014년~2015년
2014년에는 자신의 두 번째 선발로 등판한 7월 27일 한신 타이거스전에서 9이닝을 1실점 완투하는 등 2년 만에 승리 투수가 됐다. 이듬해 2015년에는 선발로서 21경기에 등판하여 규정 투구 이닝에는 도달하지 못했지만, 9승 6패와 평균 자책점 3.56을 기록하는 등 비약적인 시즌을 보냈다.

#### 2016년~2018년
2016년에는 구단에선 8년 만이 되는 투수 캡틴으로 발탁됐다. 개막 로테이션에 들어갔지만 극도의 부진에 시달려 5월 9일에는 2군으로 내려갔다. 후반기에는 로테이션에 복귀, 8월 23일 요미우리전(도쿄 돔)에서 선발 등판하여 6이닝 2실점의 투구 성적으로 승리 투수가 되면서 팀의 25년만의 우승을 향한 매직 넘버 점등에 기여했다. 그러나 선발 예정이었던 8월 31일 요코하마 DeNA 베이스타스전(마쓰다 스타디움)에서 경기 시작 직전 목 통증을 호소하여 급거 등판을 회피했다. 이튿날인 9월 1일 ‘방척주근 근막염’이라는 진단을 받고 다시 등록이 말소됐다.
2017년에는 프로 입단 후 가장 적은 5경기에 등판하여 겨우 1승을 기록하면서 시즌을 마쳤고 이듬해 2018년에는 3경기 등판에 그쳐 승리 없이 3패를 기록, 평균 자책점 8.40의 성적으로 제몫을 하지 못한 채로 시즌을 마감했다. 2018년 11월 29일, 기쿠치 야스노리와의 맞트레이드에 의해 도호쿠 라쿠텐 골든이글스에 이적하는 것으로 공식 발표되면서 등번호는 31번이 됐다.

## 플레이 스타일
평균 구속 약 141 km/h, 최고 속도 152 km/h의 속구와 세로로 떨어지는 슬라이더, 커브, 포크볼을 주무기로 삼고 있다. 한편으로 프로 1년째인 2011년에 리그 최다 볼넷과 폭투를 기록하는 등 제구에 대한 과제를 안았고 투수 코치인 오노 유타카는 “새로운 공을 익히는 것보다 가지고 있는 공의 제구력을 키우면 좋겠다”라고 후쿠이의 실력 보강을 제시했다.

## 에피소드
- 큰형은 전 마에바시이쿠에이 고등학교의 언더핸드 투수로 활약했으며 현재는 같은 학교의 코치를 맡고 있다. 둘째형 후쿠이 류이치도 2003년 고시엔 대회(제85회 전국 고등학교 야구 선수권 대회)에 오키나와쇼가쿠 고등학교의 투수 겸 외야수로서 출전해서 16강까지 진출했다. 그러나 2011년 4월 20일에 류이치는 교통사고로 사망했다. 후쿠이에게는 선발을 맡았던 4월 24일 야쿠르트와의 경기 종료 후에 류이치의 사망 소식을 통보받았다. 5월 3일 요코하마전에서 선발을 맡아 6과 2/3이닝 1실점으로 호투하는 등 승리 투수가 됐고 히어로 인터뷰에서는 “하늘나라에 있는 형님에게 바치고 싶다”라고 끝내 눈물을 보였다.[17]
- 지명 순위가 낮았던 것이 2005년 드래프트에서 요미우리에 입단을 거부한 이유라고 들었지만 본인은 그와 같은 말을 하지 않았다고 일체 부인했다. 고시엔에 출전하지 않은 가도와키 다쿠마가 3순위로 지명된 것에 충격을 받아 2003년 드래프트에서 4순위 지명돼 입단한 히라오카 마사키가 같은 해에 전력외 선수가 된 것이 자신은 프로에서 통하지 않는 것은 아닌가 하고 자신감을 잃은 계기가 됐다고 말했다.[3] 한편, 전 호치 신문의 요미우리 담당 기자로 스포츠 저널리스트인 와시다 야스시에 의하면, 표면상 ‘평가가 너무 낮다’며 후쿠이의 입단을 거부한 것으로 돼있지만 사실은 학교 외에서의 응석을 부리는 행동을 했다는 이유로 요미우리로부터 계약할 수 없다는 통보를 받았던 것이라고 밝혔다.[18]
- 와세다 대학 감독인 오타케 아쓰요시는 후쿠이의 성격에 대해 “일견 변죽이 좋은 것처럼 보이지만 섬세하고(대학 동기인 사이토, 오이시와 비교하면) 가장 프로다운 성격을 갖고 있다”라고 말했다.[19] 또, 히로시마 스카우트인 소노다 도시히코도 “와세다 대학의 3명(사이토·오이시·후쿠이) 중에서 가장 투쟁심을 느꼈다”라고 후쿠이에 대한 인상을 말하기도 했다.[20]
- 동향으로는 밴쿠버 동계 패럴림픽 금메달 리스트인 닛타 요시히로가 있다. 자신도 닛타가 출전한 나가노 동계 패럴림픽을 현지에서 관전했다. 또, 대학 시절의 동급생인 규슈 아사히 방송 아나운서인 나가오카 다이가와는 친분이 있다.
- 2017년 11월 11일, 일반인 여성과 결혼했다.[21]

## 상세 정보

### 출신 학교
- 에히메 현 사이비 고등학교
- 와세다 대학

### 선수 경력
- 히로시마 도요 카프(2011년~2018년)
- 도호쿠 라쿠텐 골든이글스(2019년~)

### 개인 기록

#### 투수 기록
- 첫 등판·첫 선발·첫 승리 : 2011년 4월 17일, 대 요미우리 자이언츠 3차전(MAZDA Zoom-Zoom 스타디움 히로시마), 7이닝 2실점
- 첫 탈삼진 : 상동, 1회초에 알렉스 라미레스로부터 헛스윙 삼진
- 첫 완투 승리 : 2011년 8월 25일, 대 요코하마 베이스타스 17차전(MAZDA Zoom-Zoom 스타디움 히로시마), 9이닝 1실점 6탈삼진

#### 타격 기록
- 첫 안타 : 2011년 6월 19일, 대 홋카이도 닛폰햄 파이터스 4차전(MAZDA Zoom-Zoom 스타디움 히로시마), 5회말에 브라이언 울프로부터 좌전 안타
- 첫 타점 : 2015년 7월 2일, 대 요미우리 자이언츠 14차전(도쿄 돔), 5회초 1사 1·3루에서 아론 포레다로부터 유격수 땅볼의 사이에 3루 주자가 홈인

#### 기타
- 한 이닝 3폭투 : 2015년 6월 7일, 대 도호쿠 라쿠텐 골든이글스 3차전(MAZDA Zoom-Zoom 스타디움 히로시마), 4회초에 기록 ※역대 13번째(일본 타이 기록)

### 등번호
- 11(2011년~2018년)
- 31(2019년~)

### 연도별 투수 성적
| 연 도      | 소 속      | 등 판 | 선 발 | 완 투 | 완 봉 | 무 4 구 | 승 리 | 패 전 | 세 이 브 | 홀 드 | 승 률 | 타 자 | 이 닝 | 피 안 타 | 피 홈 런 | 볼 넷 | 고 4 | 몸 맞 | 탈 삼 진 | 폭 투 | 보 크 | 실 점 | 자 책 점 | 평 자 책 | W H I P |
| ---------- | ---------- | ----- | ----- | ----- | ----- | ------- | ----- | ----- | -------- | ----- | ----- | ----- | ----- | -------- | -------- | ----- | ---- | ----- | -------- | ----- | ----- | ----- | -------- | -------- | ------- |
| 2011년     | 히로시마   | 27    | 27    | 2     | 0     | 0       | 8     | 10    | 0        | 0     | .444  | 640   | 146.1 | 133      | 14       | 68    | 0    | 8     | 120      | 11    | 2     | 76    | 67       | 4.12     | 1.37    |
| 2012년     | 히로시마   | 17    | 10    | 0     | 0     | 0       | 2     | 3     | 0        | 0     | .400  | 264   | 58.2  | 52       | 6        | 37    | 0    | 1     | 53       | 2     | 1     | 28    | 28       | 4.30     | 1.52    |
| 2013년     | 히로시마   | 12    | 1     | 0     | 0     | 0       | 0     | 2     | 0        | 0     | .000  | 98    | 19.2  | 29       | 1        | 11    | 0    | 1     | 14       | 1     | 0     | 23    | 19       | 8.69     | 2.03    |
| 2014년     | 히로시마   | 11    | 11    | 1     | 0     | 0       | 4     | 5     | 0        | 0     | .444  | 268   | 60.0  | 58       | 2        | 29    | 0    | 9     | 36       | 5     | 0     | 30    | 29       | 4.35     | 1.45    |
| 2015년     | 히로시마   | 21    | 21    | 0     | 0     | 0       | 9     | 6     | 0        | 0     | .600  | 541   | 131.1 | 106      | 10       | 53    | 0    | 5     | 99       | 7     | 1     | 53    | 52       | 3.56     | 1.21    |
| 2016년     | 히로시마   | 13    | 13    | 0     | 0     | 0       | 5     | 4     | 0        | 0     | .556  | 345   | 76.2  | 84       | 9        | 30    | 0    | 4     | 63       | 0     | 0     | 38    | 37       | 4.34     | 1.49    |
| 2017년     | 히로시마   | 5     | 5     | 0     | 0     | 0       | 1     | 3     | 0        | 0     | .250  | 131   | 27.2  | 36       | 1        | 12    | 0    | 2     | 15       | 0     | 0     | 24    | 22       | 7.16     | 1.73    |
| 2018년     | 히로시마   | 3     | 3     | 0     | 0     | 0       | 0     | 3     | 0        | 0     | .000  | 67    | 15    | 18       | 5        | 5     | 0    | 0     | 13       | 1     | 0     | 14    | 14       | 8.40     | 1.53    |
| 통산 : 8년 | 통산 : 8년 | 109   | 80    | 3     | 0     | 0       | 29    | 36    | 0        | 0     | .446  | 2354  | 535.1 | 516      | 48       | 245   | 0    | 30    | 413      | 27    | 4     | 286   | 268      | 4.51     | 1.42    |

- 2018년 시즌 종료 기준
- 굵은 글씨는 시즌 최고 성적.

### 연도별 수비 성적
| 연도 | 소속     | 투수  | 투수  | 투수  | 투수  | 투수  | 투수     |
| 연도 | 소속     | 경 기 | 척 살 | 보 살 | 실 책 | 병 살 | 수 비 율 |
| ---- | -------- | ----- | ----- | ----- | ----- | ----- | -------- |
| 2011 | 히로시마 | 27    | 6     | 21    | 1     | 1     | .964     |
| 2012 | 히로시마 | 17    | 0     | 7     | 1     | 0     | .875     |
| 2013 | 히로시마 | 12    | 6     | 4     | 0     | 0     | 1.000    |
| 2014 | 히로시마 | 11    | 6     | 6     | 1     | 1     | .923     |
| 2015 | 히로시마 | 21    | 12    | 20    | 1     | 0     | .970     |
| 2016 | 히로시마 | 13    | 5     | 15    | 1     | 0     | .952     |
| 2017 | 히로시마 | 5     | 4     | 3     | 2     | 1     | .778     |
| 2018 | 히로시마 | 3     | 1     | 2     | 0     | 0     | 1.000    |
| 통산 | 통산     | 109   | 40    | 78    | 6     | 3     | .952     |

- 2018년 시즌 종료 기준.